# Aloe ambositrae
Aloe ambositrae ist eine Pflanzenart der Gattung der Aloen in der Unterfamilie der Affodillgewächse (Asphodeloideae). Das Artepitheton ambositrae verweist auf das Vorkommen der Art bei Ambositra auf Madagaskar.

## Beschreibung

### Vegetative Merkmale
Aloe ambositrae wächst stammbildend und verzweigt. Die Stämme sind bis zu 20 Zentimeter niederliegend, werden dann aufrecht und erreichen eine Höhe von 110 Zentimetern. Die 18 bis 25 aufrechten Laubblätter bilden Rosetten. Tote Blätter verbleiben an den Stämmen. Die dunkelgrüne Blattspreite ist 30 bis 45 Zentimeter lang und 3 bis 4 Zentimeter breit. Die grünlich-weißen Zähne am Blattrand sind 3 Millimeter lang und stehen 8 bis 25 Millimeter voneinander entfernt. 

### Blütenstände und Blüten
Der Blütenstand besteht aus zwei bis fünf, 17 bis 25 Zentimeter langen Zweigen und erreicht eine Höhe von 100 Zentimeter. Die zylindrischen Trauben sind 15 bis 23 Zentimeter lang und bestehen aus 20 bis 45 Blüten. Die roten Brakteen weisen eine Länge von 5 Millimeter auf und sind 3 Millimeter breit. Die zylindrischen, gelben, im Knospenstadium roten, Blüten stehen an 14 bis 20 Millimeter langen Blütenstielen. Die Blüten sind 25 Millimeter lang. In der oberen Hälfte sind sie zur Mündung erweitert. Ihre äußeren Perigonblätter sind nicht miteinander verwachsen. Die Staubblätter und der Griffel nicht aus der Blüte heraus.

## Systematik und Verbreitung
Aloe ambositrae ist bei Ambositra auf Madagaskar auf Granitinselbergen auf Lehm in Höhen von etwa 1650 Metern verbreitet.
Die Erstbeschreibung durch Jean-Philippe Castillon wurde 2008 veröffentlicht.

## Nachweise